# 鈴木Landy
鈴木Landy（日语：スズキ・ランディ）乃是2007年至今由日本日產汽車OEM代工、鈴木公司銷售的多功能休旅車，僅限日本當地發售的此車款乃鈴木Every Landy之後繼車。這款車以日產Serena為基礎而發展，是鈴木在日本市場僅次於鈴木Kizashi（2013年宣佈停產）的高價車系。

## 概要
2006年6月間鈴木與日產達成協議，雙方以OEM代工方式、於海內外相互供應自家車款，以補充各自產品線之不足。基於這層合作關係，2007年1月22日雙方各自發表鈴木Landy（原型車為日產Serena）、日產Pino（原型車為鈴木Alto，另有兄弟車第五代馬自達Carol）的上市消息。

## 歷史

### 第一代（SC25系 2007年-2010年）
2007年 - 1月22日正式發售，雖然以第三代日產Serena為基礎而開發，但兩者相較之下Landy缺乏車室內對講系統、天窗、兩側電動窗等配備。有趣的是，Landy卻將免鑰匙感應門鎖系統（keyless entry system）與引擎啟動按鈕（push start system）列入標準配備，Serena反而沒有。
2008年 - 1月16日小改款，動力系統依舊搭載日產MR20DE型2.0L直列四缸汽油引擎，搭配CVT無段變速系統。高階車型將AFS主動輔助轉向照明系統、HID氣體放電頭燈、自發光儀表座、具備瞬間與平均油耗的行車電腦等列為標準配備，此外車身顏色也增至六種，全車系均提供三排8人座配置。
2009年 - 1月13日「2.0S」車型將空氣清淨空調系統列入標準配備，可自動過濾進入車室內的髒空氣；「2.0G」車型則標配AFS轉向式頭燈。

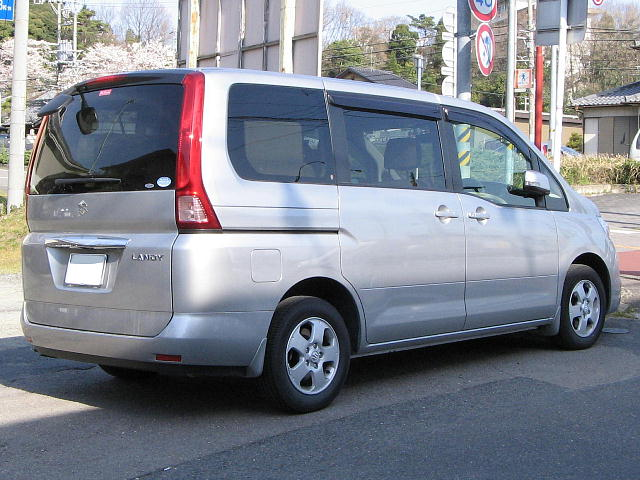
前期型車尾
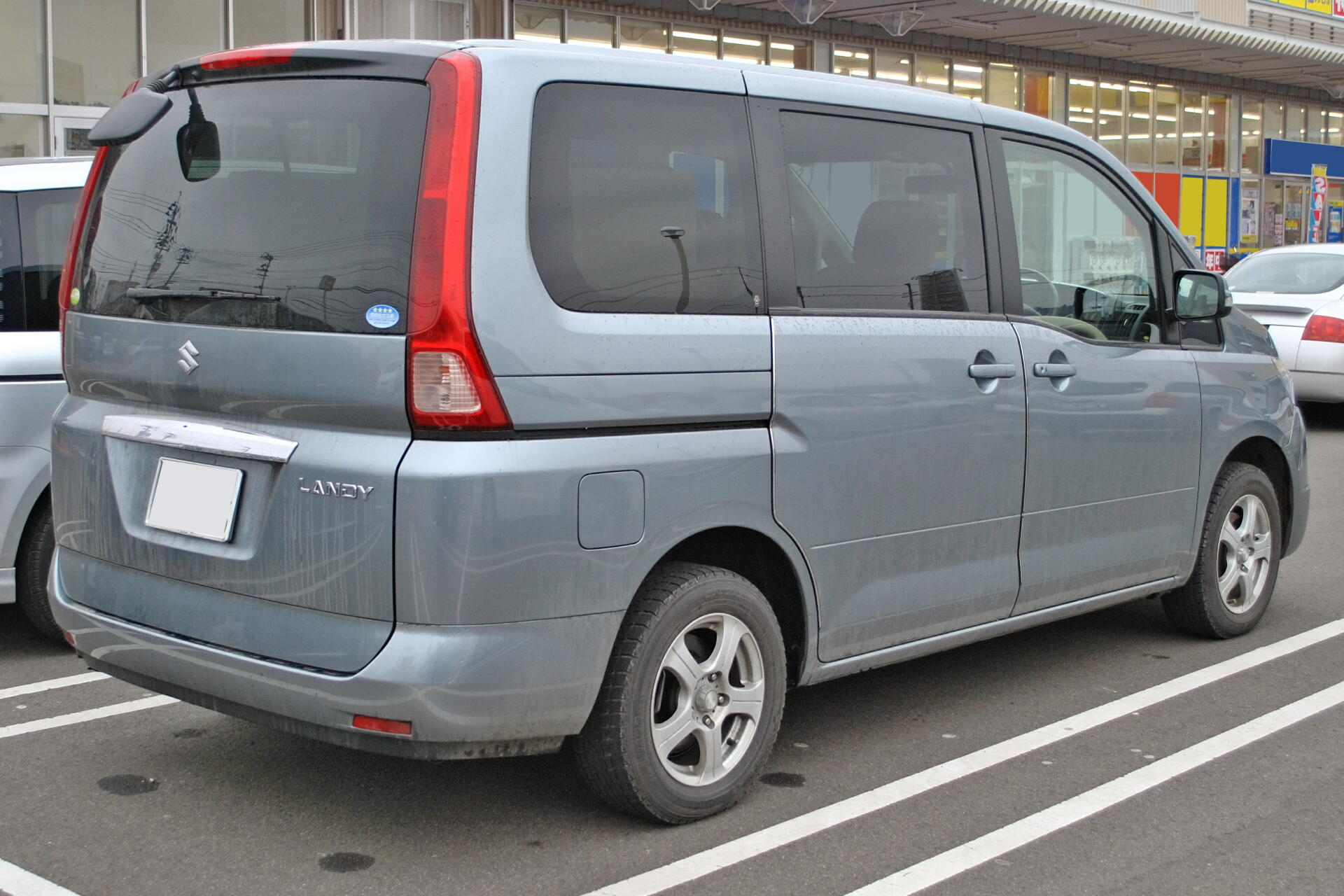
後期型車尾
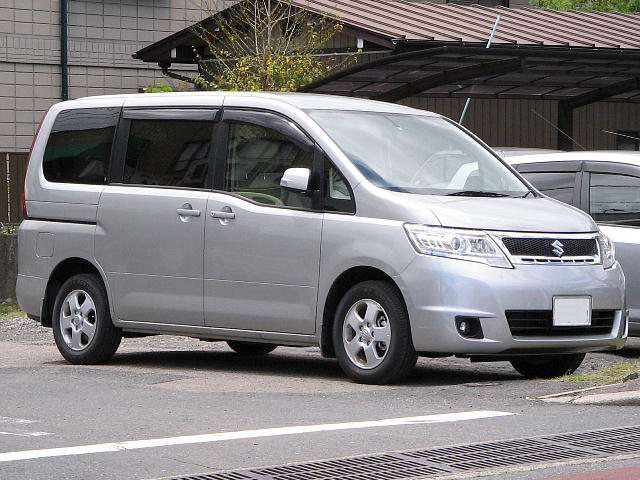
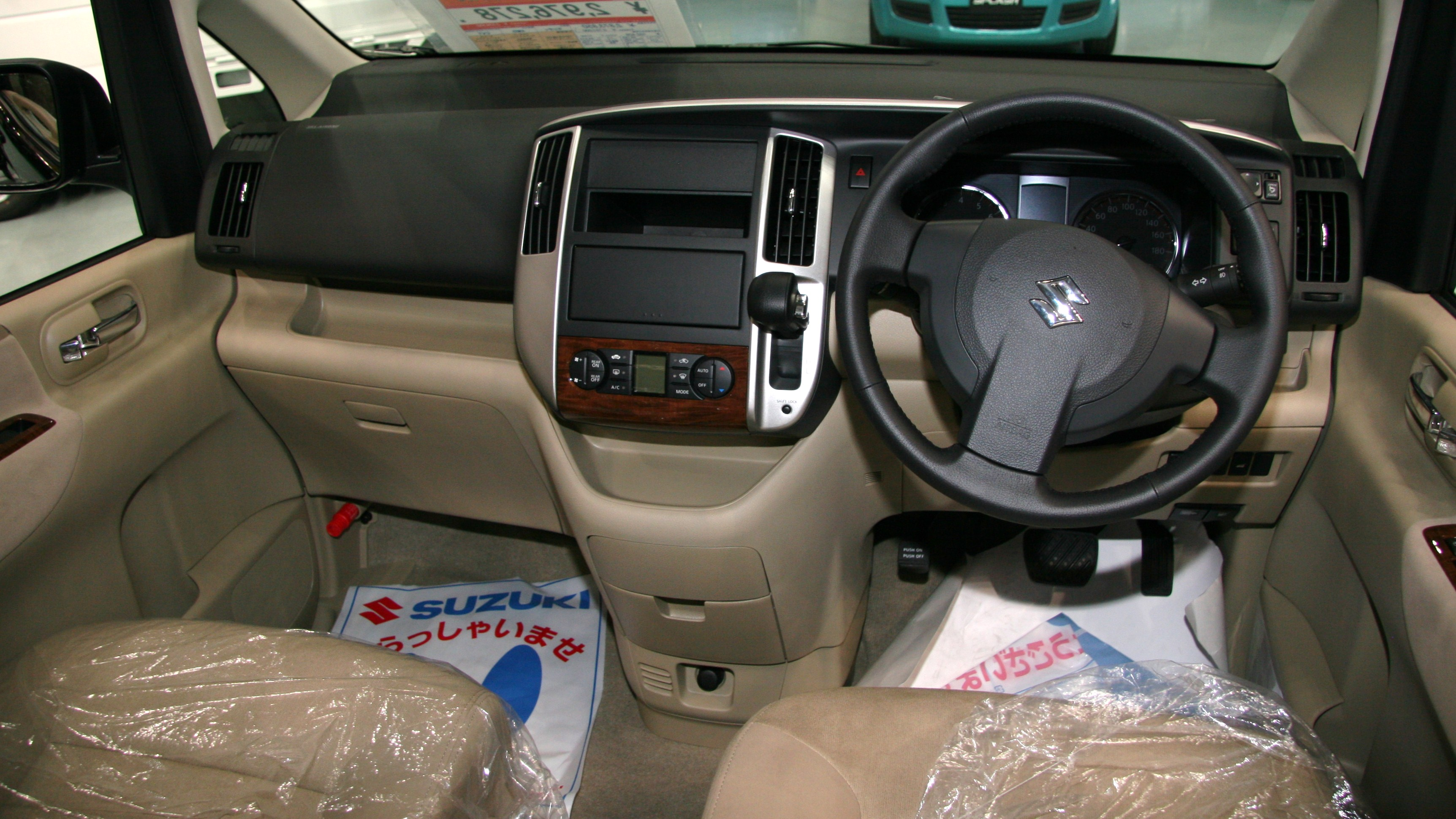
後期型內裝

### 第二代（SC26系 2010年-2016年）
2010年 - 12月21日全新第二代鈴木Landy上市，仍以日產Serena為藍本而開發。動力心臟雖仍為日產MR20型直列四缸DOHC汽油引擎，經重新調校後改成缸內直噴，最大馬力為147hp / 5,600rpm，峰值扭力為21.4kg·m / 4,400rpm，搭配CVT無段變速自排系統後的平均油耗可達到15.4km/L的水準（2WD車型）。「2.0G」及「2.0S」二種車型可加價選購附交流發電機的動能回收系統及怠速熄火系統，油耗表現更勝一籌。車身外觀與日產Serena相去不遠，但進氣壩改成橫柵式設計。
2012年 - 8月9日部分改良（2型），新增「Smart Simple Hybrid；S-HYBRID（スマートシンプルハイブリッド）」車型，具備SM23型交流馬達及充電電池、合併式LED尾燈組和高背燈、全自動雙空調系統及預熱式側後照鏡等配備。全車系之第二、三排座椅改為三點式安全帶，第二排座椅左右增設ISOFIX兒童安全座椅扣環。
2014年 - 1月21日實施小改款（3型），「2.0X」、「2.0G」等二種車型新設緊急煞車系統、LDW車道偏離警示系統（Lane Departure Warning System）為標準配備，「2.0G」車型則可加價選購防暴衝裝置、全方位監控螢幕附MOD移動物體偵測功能（Moving Object Detection）。
2015年 - 11月將緊急煞車系統、LDW車道偏離警示系統列入全車系標準配備。
2016年 - 由於原型車日產Serena改朝換代，7月起第二代Landy也正式停產。

#### 安全性召回
2016年4月14日原廠發出安全性召回，由於尾門液壓挺桿的頂蓋部位塗裝不適當，容易產生腐蝕造成外筒破損，導致液壓挺桿脫落，嚴重者甚至開啟尾門時造成人員傷害。因此原廠召回2010年12月10日至2015年12月22日間出廠、共計7,923部車輛回廠免費更換兩枝尾門液壓挺桿。

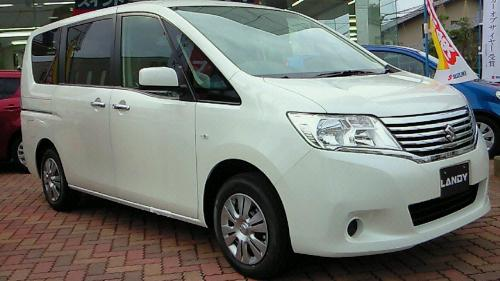
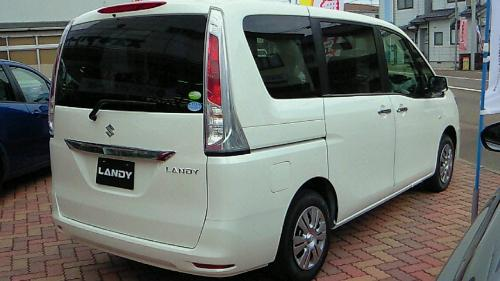
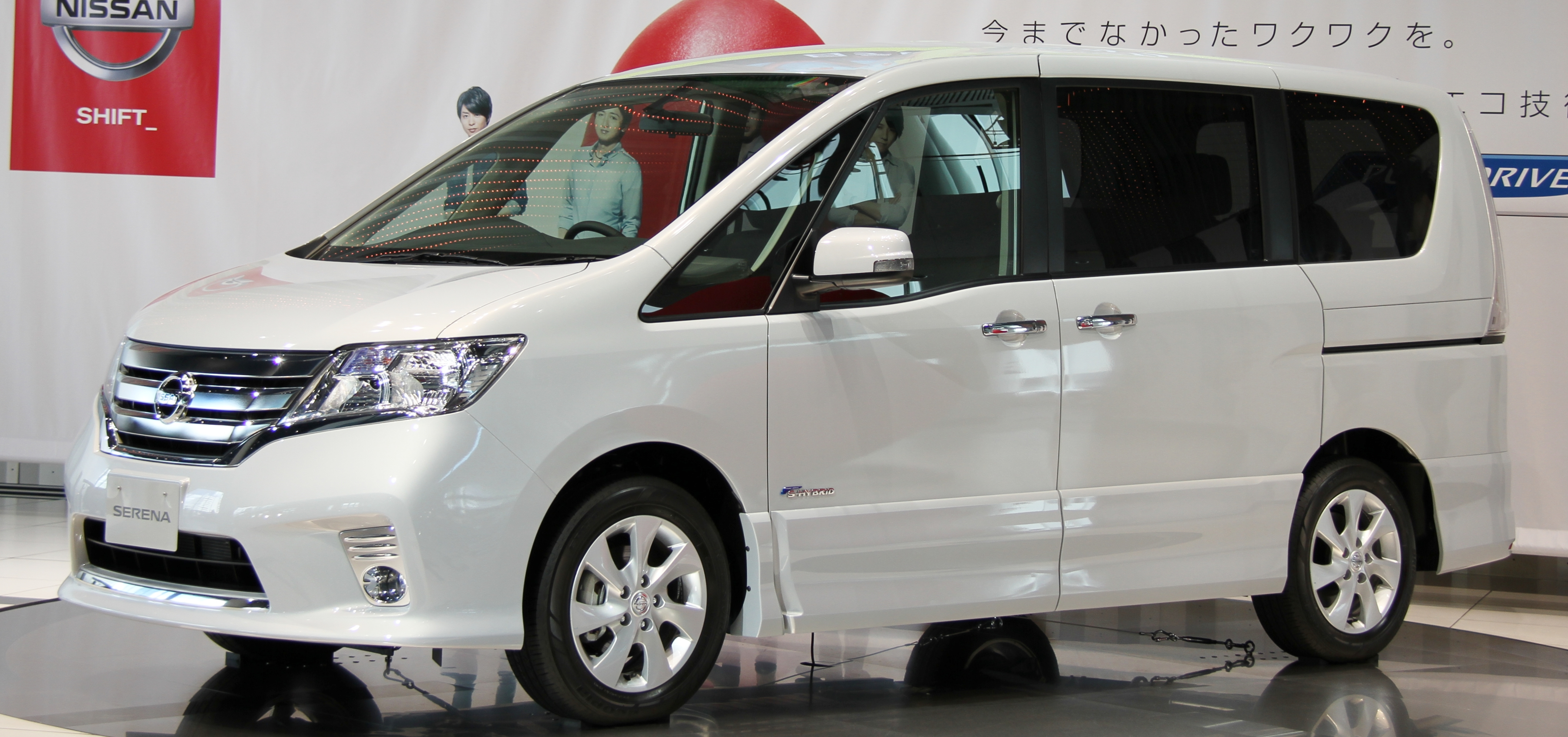
兄弟車日產Serena Highway STAR
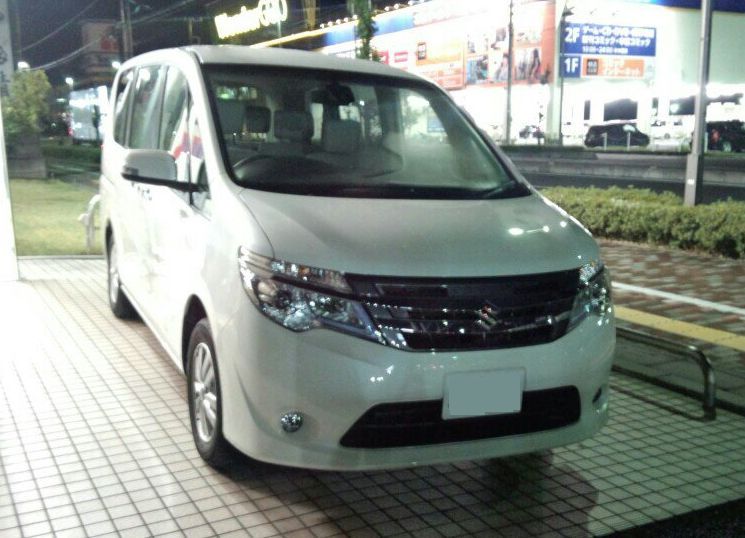
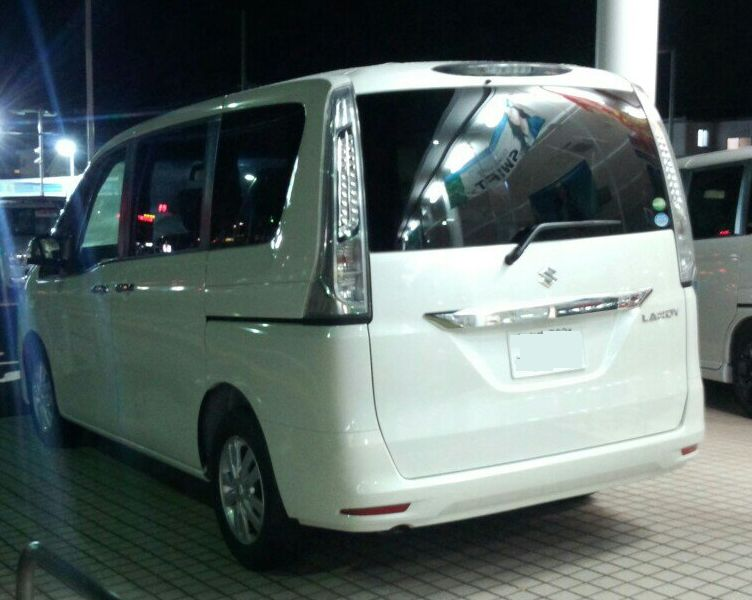

### 第三代（SC27系 2016年-2022年）
2016年 - 12月13日正式宣佈大改款的第三代Landy將於同月20日上市，同樣委託日產汽車以第五代日產Serena換牌OEM而成。車身尺寸、軸距和Serena相同，但為了減少駕駛人視線死角，A柱變得比較細。LED頭燈為分離式設計，尾燈則為長條形，加上二段式啟閉尾門、感應式電動側滑門等配備。車室配色具有黑色、象牙白與灰色等三種色調，懸浮式儀表板、9吋大型液晶螢幕、Panasonic九吋藍光光碟衛星導航系統等皆為標配。
動力心臟採用日產2.0L直列四缸DOHC MR20DD型缸內直噴汽油引擎與S-Hybrid二種動力配置，前者最大馬力150ps / 6,000rpm、峰值扭力20.4kg·m / 4,400rpm；至於S-Hybrid車型除MR20DD型缸內直噴汽油引擎外，另有獨立運作的SM24型的電動馬達（最大馬力1.9kW、最大扭力48N·m），搭配XTRONIC CVT 無段變速系統。在油耗表現上，S-Hybrid車型以JC08模式測試可達16.6km/L，4WD版為15.0km/L，汽油車則為15.0km/L。但是第五代Serena主打的ProPILOT自動駕駛輔助系統並未留給Landy，主被動安全配備包含LDP車道偏移預防系統、AVM360度環景顯影系統、MOD動態物體偵測功能、防止誤踏油門碰撞輔助系統、智慧型停車輔助系統、全車七具安全氣囊、智慧型後視鏡等。

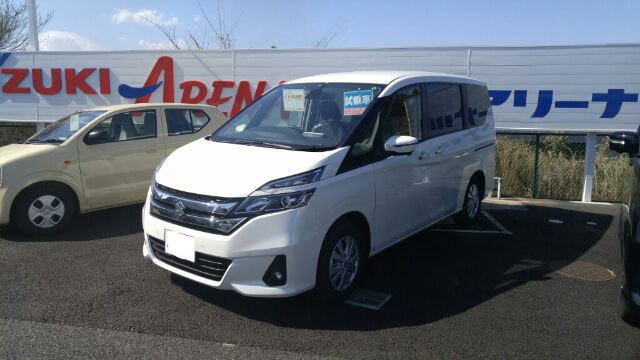
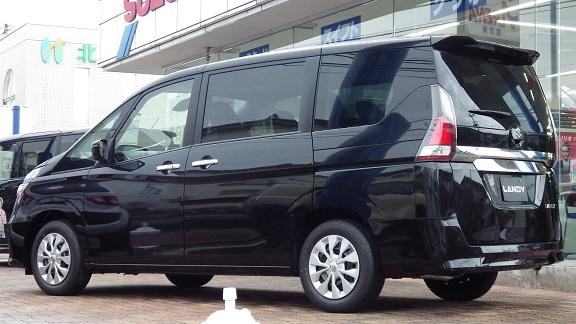

## 外部連結
- （日語）スズキ ランディ （页面存档备份，存于）